# Summer Luv
Melissa Nicoletti, Summer Luv (född 25 februari 1983 i Oregon), är en amerikansk porrskådespelerska. Hon har medverkat i ett 100-tal filmer mellan åren 2002 och 2007 och arbetat som kolumnist för branschorganet Inside The Lair. Hon bor och arbetar som dansare i Las Vegas.
Hennes filmer är av den mer extrema varianten, där kräkningar och urinering ofta förekommer. 2005 nominerades hon för en AVN Award för "Most Outrageous Sex Scene".
Luv var försvarets huvudvittne i den uppmärksammade obscenitetsrättegången mot regissören Max Hardcore 2008, som hon arbetat med i många produktioner. Hon presenterade sig själv som en extremist inom pornografin.
Våren 2011 visade TV3 dokumentärserien Kvinnors hemliga liv i vilken Luv medverkar i avsnittet om bordellen Moonlite Bunny Ranch. Sommaren samma år samarbetade hon också med den svenska konstnären Karl Backman inför hans utställning på Das Museum of Porn in Art i Zürich.